# Trichomycteridae
Trichomycteridae là một họ cá da trơn (bộ Siluriformes) thường được gọi là cá da trơn bút chì hoặc Cá da trơn ký sinh. Họ này bao gồm cá candiru khét tiếng, gây sự lo ngại cho mọi người bởi thói quen bơi vào niệu đạo của con người.

## Phân loại
Trichomycteridae bao gồm khoảng 41 chi và 207 loài. Đây là họ đa dạng thứ hai trong siêu họ Loricarioidea. Nhiều loài vẫn chưa được mô tả.
Họ này được chia thành tám phân họ. Phân họ chỉ đó không phải là đơn ngành là một trong những phân họ lớn nhất, Trichomycterinae. Một nhánh lớn trong Trichomycteridae cũng đề nghị bao gồm các phân họ Tridentinae, Stegophilinae, Vandelliinae, Sarcoglanidinae và Glanapteryginae (cái gọi là nhánh TSVSG); nhánh lớn này lần lượt tạo thành một nhóm đơn ngành lớn với hai chi Ituglanis và Scleronema. Sau này hai chi không được phân loại trong bất kỳ phân họ nào. Các phân họ cơ bản Copionodontinae và Trichogeninae là nhóm chị em với nhau, và chúng cùng nhau tạo thành một nhánh có nghĩa là chị em với phần còn lại của Trichomycteridae.

## Phân bố
Trichomycteridae có phân bố lớn nhất trong các họ cá da trơn. Nó được phân phối rộng rãi trên toàn Neotropics. Chúng có nguồn gốc từ nước ngọt ở Costa Rica, Panama, và khắp Nam Mỹ. Họ này kéo dài từ phía nam Panama đến Chile và Argentina.